# Костромской мост
Костромско́й автодоро́жный мост — единственный автодорожный мост через Волгу на участке между Ярославлем и Кинешмой (до 2003 года — Нижним Новгородом). Расположен в центральной части Костромы в створе улиц Подлипаева (левый берег) и Магистральной (правый берег). Находится на 601-м км реки Волга, считая от московского Южного порта. Длина моста 1236 м.

## История

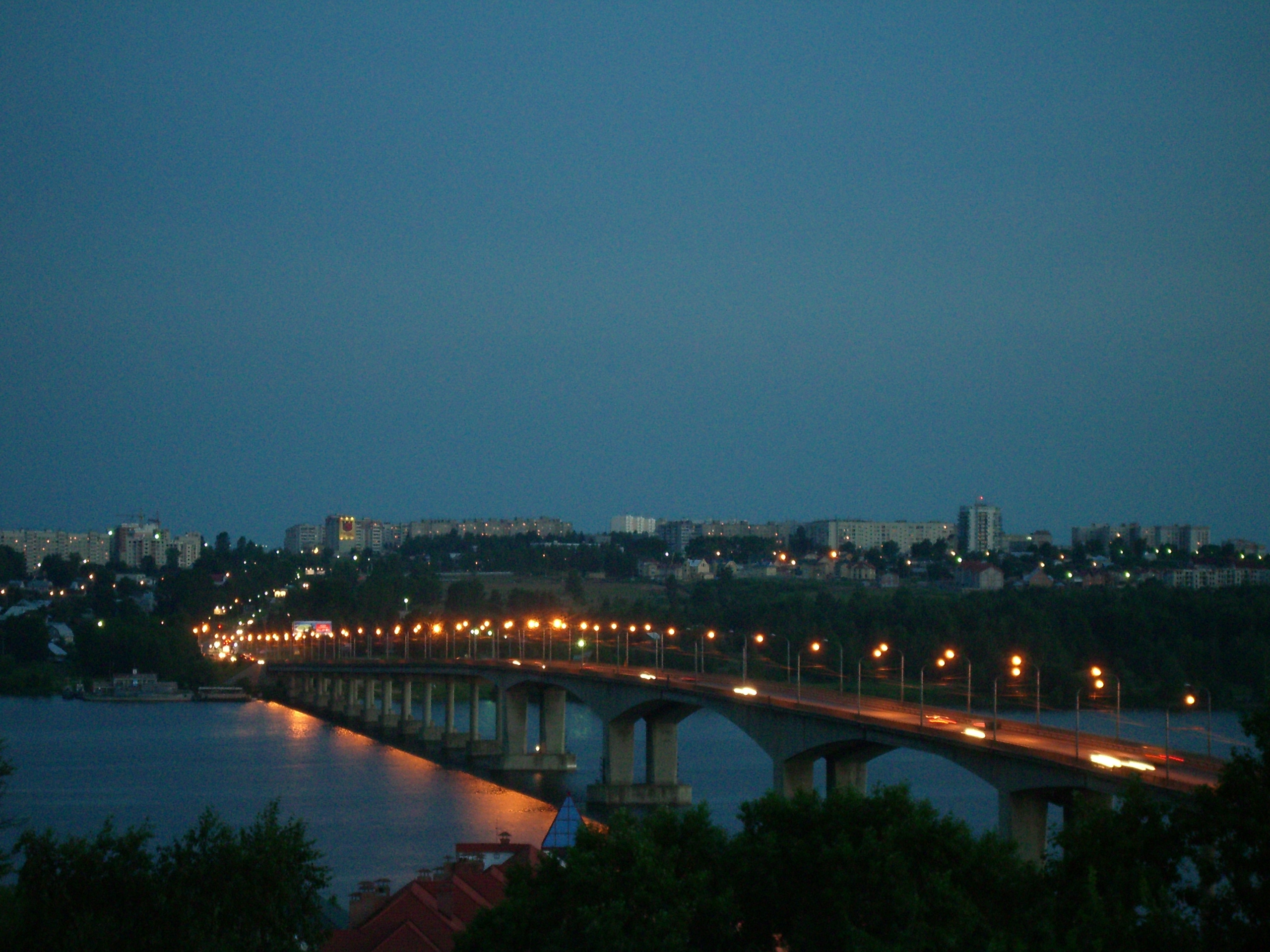
Мост вечером

Сооружён Мостоотрядом № 6 по проекту института «Гипротрансмост». Авторы проекта — Е. Г. Гапонцев, В. Н. Сафонов, И. С. Файнштейн, И. М. Егорова, Е. В. Петрусевич, Е. А. Черняев, Б. А. Каминский — в 1973 г. удостоены премии Совета Министров СССР.
Открыт 12 сентября 1970 года.
Главные судоходные пролетные строения рамно-подвесной системы выполнены из сборного предварительно напряженного железобетона по схеме 7 х 32,4 + (68,4 + 126,2 + + 148,0 + 126,2 + 68,4) + 11×42,0 м. Ширина проезжей части 14 м.
Использование в качестве преднапряженной арматуры мощных канатов позволило значительно уменьшить высоту приопорного сечения консолей.
Для обеспечения высокого качества бетонирования каналов и надежной защиты тросов от коррозии все армирующие элементы размещены в два ряда по высоте вместо применявшегося ранее многорядного расположения.
С целью снижения расхода бетона и облегчения конструкции толщину нижних плит и стенок изменяли по длине пролёта.

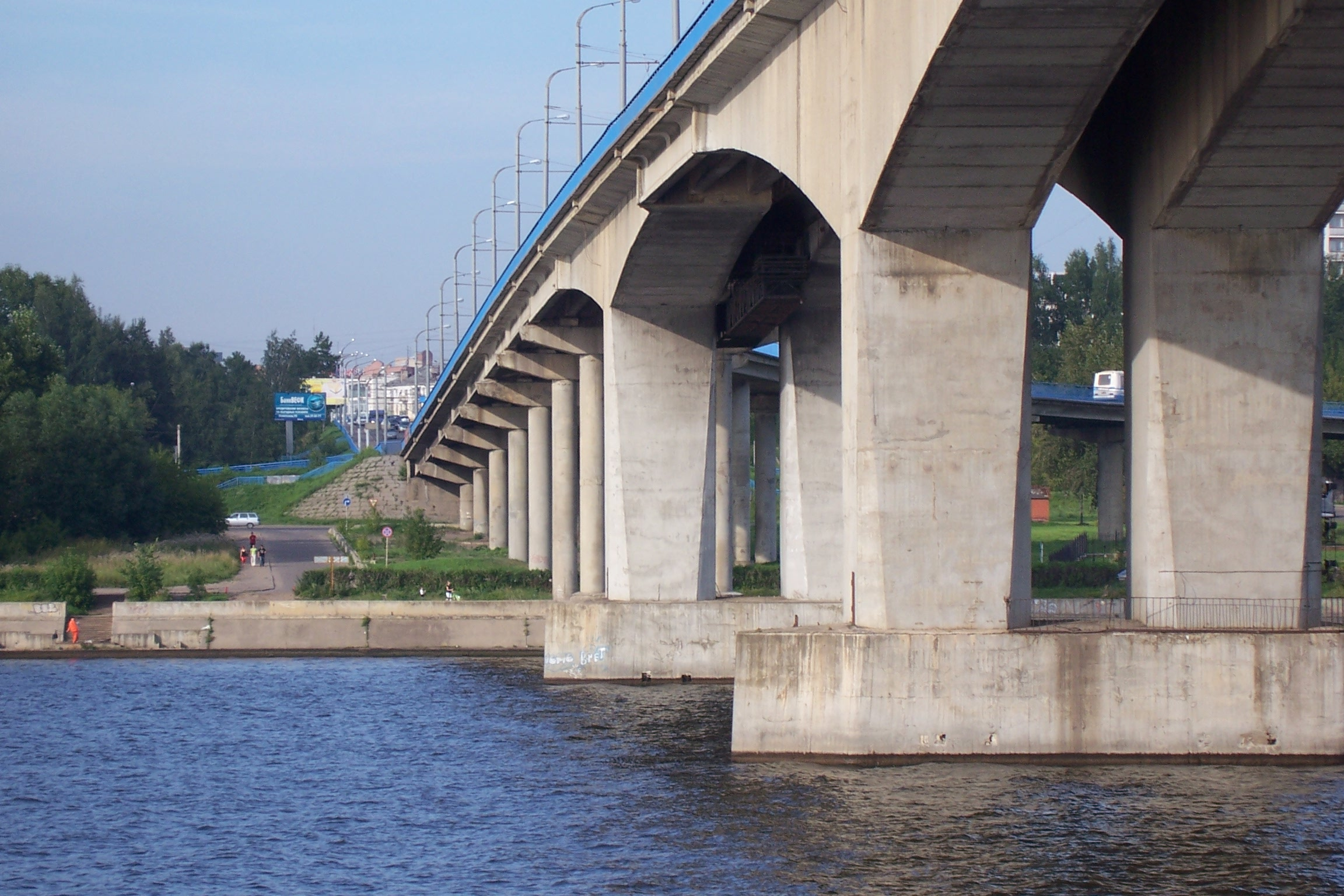
Мост в 2008 году

Во время строительства моста в реку Волга было погружено 5240 м³ свай.
20 февраля 2012 года был заложен первый камень в строительство нового четырехполосного автомобильного и пешеходного моста через Волгу у деревни Середняя. Новый мост разгрузит транзитный поток через Кострому.
Данный мост так и не был построен, оказался предвыборной агитацией от "Единой России".

## Судоходство
Мост имеет два судоходных пролёта — двенадцатый от правого берега для судов и плотов идущих вниз, тринадцатый — для судов идущих вверх. Высота судоходных пролётов: 16 м от проектного уровня, 13,9 м от расчётного уровня.